# Borrado lésbico
El borrado lésbico es una forma de lesbofobia que implica la tendencia a ignorar, eliminar, falsificar o buscar otra explicación ante la evidencia de mujeres o relaciones lésbicas en la historia, el mundo académico, los medios de comunicación y otras fuentes primarias. El borrado lésbico también se refiere a casos en los que los temas, el activismo y a la identidad de las lesbianas se les resta importancia o se les ignora dentro de grupos feministas o la comunidad LGBT.

## En la historia
La periodista y autora Victoria Brownworth escribió que la eliminación de la sexualidad lésbica de los registros históricos "es similar a la eliminación de toda sexualidad femenina autónoma: el deseo sexual de las mujeres siempre ha sido visto, discutido y retratado dentro del contexto y el alcance de la mirada masculina". En ocasiones, la eliminación de las lesbianas se permite cuando organizaciones LGBT no reconocen las contribuciones de las lesbianas. Por ejemplo, en 2018, una declaración sobre los disturbios de Stonewall realizada por el Centro Nacional para los Derechos de las Lesbianas de Estados Unidos no reconoció la participación en el levantamiento de Stormé DeLarverie.
Muchas lesbianas participaron en el Alzamiento de Pascua de 1916 contra el dominio británico de Irlanda, entre ellas Kathleen Lynn, Madeleine ffrench-Mullen, Margaret Skinnider, Elizabeth O'Farrell y Julia Grenan. Sus contribuciones y sexualidades fueron ignoradas o pasadas por alto durante mucho tiempo. Mary McAuliffe, de la Universidad Colegio Dublín, señaló que durante años los biógrafos se "resistieron" a la idea de describir a Lynn y Ffrench-Mullen como una pareja, a pesar de las pruebas que evidenciaban que ese era el caso.
En Estados Unidos, Kathy Kozachenko se convirtió en la primera candidata política abiertamente homosexual en ganar unas elecciones en 1974. Sin embargo, este logro en la historia LGBT se le atribuyó incorrectamente al político de San Francisco Harvey Milk.
En 1976, Monique Wittig, feminista lesbiana francesa y cofundadora del Mouvement de Libération des Femmes (MLF), abandonó Francia para trasladarse a Estados Unidos. Esta decisión fue motivada por la feroz resistencia a la que se tuvo que enfrentar de parte de otras feministas al intentar crear grupos de lesbianas dentro del MLF. En ese momento, la palabra "lesbiana" se consideraba una importación estadounidense "no francesa", y Wittig recuerda como otras personas dentro del MLF buscaban "paralizar y borrar a los grupos de lesbianas".
Janine E. Carlse, de la Universidad Stellenbosch, sostiene que las lesbianas sudafricanas negras se han enfrentado, y continúan enfrentándose a la negación y el borrado de su sexualidad a lo largo de la historia del país. Durante la era del apartheid, escribe Carlse, las lesbianas negras se enfrentaron a una "doble opresión" combinada de políticas basadas en el heteropatriarcado y de segregación racista. Tras el final del apartheid, siguieron teniendo que enfrentarse a este borrado por parte de otras personas sudafricanas que lo consideraban algo "no africano" y, por lo tanto, (en palabras de Thabo Msibi) "se les niega el reconocimiento cultural y están sujetas al rechazo, acoso, discriminación y violencia".

## En los medios de comunicación

### En la literatura
Algunos historiadores contemporáneos creen que la poeta estadounidense Emily Dickinson tuvo una relación íntima con su cuñada, Susan Gilbert, lo que ha llevado a que diversas personas afirmaran que era lesbiana. Las expertas en Dickinson, Ellen Louise Hart y Martha Nell Smith, escribieron que Gilbert era una musa para Dickinson y afirmaron que "la correspondencia entre Emily y Susan reconoce inequívocamente que su comunión emocional, espiritual y física es vital para su sensibilidad y percepción creativa". Sin embargo, el Museo Emily Dickinson se muestra ambiguo a la hora de hablar de la sexualidad de Dickinson.

### En la música
Bonnie J. Morris, autora e investigadora de la historia de la mujer escribió que muchas cantantes y músicas lesbianas son borradas de la música junto con su historia. Como ejemplo, menciona una ocasión en la que pidió a sus alumnos que nombraran "cinco modelos a seguir abiertamente lesbianas" y nadie mencionó a una artista musical; mostrando que la presencia de lesbianas en el mundo de la música es pasada por alto o ignorada en los medios.

### En la televisión
Los personajes lésbicos de la televisión estadounidense de los años 90 a menudo eran representados como personajes secundarios con poca o ninguna información definitiva concreta sobre si eran lesbianas o no. Si un episodio mostraba a dos mujeres besándose o alguna otra forma de interacción homoromántica entre ellas, se mostraba un aviso específico al respecto para los padres. Esto ocurrió con la serie Roseanne, en la que algunas empresas de publicidad solicitaron que sus comerciales fueran excluidos del episodio "No preguntes, no cuentes". También está el episodio The Puppy Episodie del programa de televisión Ellen, de Ellen DeGeneres, en el que sale del armario a través de su personaje Morgan. Este episodio recibió un considerable rechazo y una fuerte reacción debido a las opiniones heteronormativas y la cultura heterocéntrica de la televisión como medio.

## En las becas
Aunque el canon académico tradicional ha reconocido las contribuciones de los hombres homosexuales, las de las lesbianas no han recibido el mismo escrutinio. La teórica y política Anna Marie Smith afirmó que el lesbianismo ha sido borrado del "discurso oficial" en Gran Bretaña porque las lesbianas son vistas como "homosexuales responsables", en una dicotomía entre eso y ser una persona "homosexual peligrosa". Como resultado, las prácticas sexuales lésbicas no fueron criminalizadas en Gran Bretaña de la misma forma en la que se criminalizaron las actividades sexuales llevadas a cabo entre hombres homosexuales. Smith también señala la exclusión de las mujeres en la investigación sobre el VIH/sida en los Centros para el Control y la Prevención de Enfermedades. Smith sostiene que estos borrados son resultado del sexismo y sugiere que estas cuestiones deberían ser abordadas directamente por el activismo lésbico.

## En la publicidad
Marcie Bianco, del Instituto Clayman para la Investigación de Género de la Universidad de Stanford, afirmó que en la publicidad también se da un borrado lésbico. Los anunciantes no se dirigen a las lesbianas cuando publicitan productos para audiencias LGBT. Como ejemplo, citó el colapso de AfterEllen, que según ella se debió a la falta de anunciantes. El ex-editor en jefe de AfterEllen, Karman Kregloe, afirmó que los anunciantes no consideran a las lesbianas como mujeres y Trish Bendix se dio cuenta de la suposición de que a las lesbianas les gusta todo lo gay, incluso si está exclusivamente centrado en los hombres.

## Identificación lésbica
Algunas activistas lésbicas, como Bonnie J. Morris, Robin Tyler y Ashley Obinwanne, guionista y cofundadora de la plataforma Lesbians Over Everything, afirman que el término queer, cuando se utiliza para describir a lesbianas, es una "desidentificación", y que esto contribuye a la invisibilidad lésbica. En una entrevista sobre su novela de 2016, Beyond the Screen Door, la autora Julia Diana Robertson descubrió que su autoidentificación como lesbiana y su descripción del género en la novela fueron cambiadas a queer y queer en las citas publicadas.
Shannon Keating de BuzzFeed dijo que la creciente aceptación de los géneros no binarios, el aumento de la diversidad LGBT y las preocupaciones sobre el esencialismo de género han contribuido a (lo que ella describe como) hacer que el término sea "menos cool", y que una razón para la desaparición de la palabra "lesbiana" como término se debe a que su uso ha evolucionado hacia una terminología más inclusiva. Christina Cauterucci de Slate también atribuyó el rechazo del término a la inclusión y al deseo de utilizar un término más amplio para espacios que alguna vez fueron tradicionalmente etiquetados como espacios lésbicos.
Mary Grace Lewis de The Advocate, argumentando que lesbiana no es una mala palabra, afirmó que "ha sido villanizada en los medios porque [las lesbianas] no les sirven a las personas que las controlan". Dijo que los estereotipos lésbicos vistos en los medios no son representativos del término, y que las mujeres que aceptan que no se sienten atraídas sexualmente por los hombres no deben temer reconocerlo ni sentir su limitación. Consideró que cuanto más se use el término, "más niñas y mujeres se sentirán cómodas" utilizándolo y menos se podrá utilizar como arma.

## En relación con las personas transgénero

### Lesbianas butch y hombres trans
En The Stranger, Katie Herzog afirma que algunas lesbianas más jóvenes le han hablado de haberse sentido presionadas a transicionar y más adelante abandonaron la transición. Algunas personas utilizan historias de detransición para enmarcar la transición de género como un contagio social y un intento de borrar a las mujeres butch.
En 2017, Ruth Hunt, entonces directora ejecutiva de la organización benéfica LGBT Stonewall y lesbiana butch, escribió que los grupos tránsfobos presentan el avance de los derechos trans como un borrado de las identidades de las lesbianas butch más jóvenes, pero sostiene que esta afirmación no tiene fundamento.
En un artículo para The Economist, el autor trans Charlie Kiss argumentó que el estereotipo de que los hombres trans son "lesbianas en negación" es "degradante y erróneo"; dijo que "no podría haberse esforzado más ni durante más tiempo en ser lesbiana, pero en ningún momento se sintió bien haciéndolo".

### En relación con las mujeres transgénero
La expresión borrado lésbico ha sido utilizada por algunas feministas radicales, como miembros de la organización del Reino Unido Get the L Out, centrada en la exclusión de las mujeres trans de la comunidad lésbica por la "eliminación de las L ya marginadas", argumenta que las lesbianas están "bajo una enorme presión dentro de sus grupos LGBT+ de aceptar a mujeres trans como parejas sexuales para no ser etiquetadas como feministas radicales transexcluyentes", para argumentar que la expansión de los derechos de las personas transgénero borra a las lesbianas, y que se aliente a las lesbianas a hacer la transición a hombres heterosexuales. El grupo organizó su primera protesta en el Desfile del Orgullo de Londres de 2018 y fue condenado como transfóbo o "anti-trans" por los organizadores del Orgullo de Londres, y por Owl Fisher en The Guardian.
Muchas activistas LGBT se han opuesto al uso del término borrado lésbico con respecto al activismo transgénero, y en una carta abierta en 2018 oponiéndose a este uso, doce personas editoras de ocho publicaciones lésbicas diferentes declararon: "No creemos que apoyar a las mujeres trans borre nuestras identidades como lesbianas; más bien, nos enriquecen todas las amigas, amantes, madres, hijas, compañeras y hermanas trans". Carrie Lyell, editora de la revista DIVA y escritora de la carta, afirmó que "si bien no se puede negar que las mujeres están marginadas dentro del movimiento LGBT+, que esto tenga algo que ver con las personas trans o con cuestiones trans, es una novedad para mí". También hace referencia al argumento de que las mujeres trans presionan a las lesbianas para que "las acepten como parejas sexuales" como "alarmista". Una encuesta de agosto de 2023 llevada a cabo por YouGov reveló que entre las personas lesbianas, gays y bisexuales cisgénero del Reino Unido, el 75% tenía opiniones positivas hacia las personas transgénero, y el 84% de las lesbianas cis afirmaban su apoyo. Estas opiniones fueron notablemente más positivas que las del público general en Gran Bretaña, donde el 39% dijo que tenía opiniones positivas sobre las personas trans.
Shannon Keating de BuzzFeed argumentó que "aunque de ninguna manera las lesbianas están siendo atacadas por los avances en la aceptación trans, es cierto que las actitudes estadounidenses sobre la identidad de género están evolucionando, lo que ha empezado a afectar a la forma en la que muchas personas pensamos sobre la orientación sexual". Abigail Curlew de Vice argumentó que señalar que las personas cisgénero puedan sentirse atraídas sexualmente por una mujer trans, especialmente si abandonan sus "nociones preconcebidas y los estereotipos de las personas trans", es "muy diferente a decir que si no te sientes atraído hacia mujeres trans eres tránsfobo". Curlew dijo que no está avergonzando a las personas por su orientación sexual ni afirmando que no existe una influencia biológica, sino que está centrándose en los prejuicios sociales y pidiendo a la gente que "reflexione críticamente sobre los factores que podrían dar forma a la atracción que sienten". La autora Morgan Lev Edward Holleb argumentó que las lesbianas feministas radicales transexclusivas "están absolutamente horrorizadas ante la posibilidad de sentirse atraídas por una mujer trans porque socavaría su estatus como bastión de feministas lesbianas separatistas, al sentirse atraídas por una persona a quien incorrectamente consideran un 'hombre'. Holleb añadió que las personas transgénero "son muy conscientes de las diferencias biológicas entre las personas trans y cis" y que "las personas trans no estamos intentando 'borrar' las diferencias biológicas, estamos tratando de asegurar nuestros derechos básicos y resaltar las luchas compartidas cuando hablamos de activismo y justicia".
La discordia entre lesbianas cisgénero y mujeres transgénero hace referencia al tema de la orientación sexual y a quienes creen y no creen que las mujeres trans pueden ser lesbianas sin borrar lo que significa ser lesbiana. Gina Davidson de The Scotsman declaró: "En el fondo está el enfoque en los derechos trans por parte de las organizaciones LGBT y las preguntas filosóficas y biológicas que resultan sobre lo que define a una mujer y su impacto en la orientación sexual y, por lo tanto, en el lesbianismo". Davidson escribe: "¿Es el lesbianismo una atracción sexual sólo hacia los cuerpos femeninos o es una atracción hacia la identidad femenina? ¿Puede involucrar a mujeres trans que todavía tienen cuerpos masculinos?" Las disputas han resultado en discordia en eventos LGBT. Al grupo neozelandés Lesbian Rights Alliance Aotearoa se le prohibió marchar en Wellington Pride porque "no era lo suficientemente inclusivo con las personas trans", y se animó a miembros de la asociación LRAA a participar de forma individual. En la Dyke March de Vancouver, Canadá, se le pidió al grupo The Lesbians Collective que excluyera ciertos símbolos como "XX", que según los organizadores de la marcha excluyen a las mujeres trans. Este tipo de disputas también han tenido lugar en Estados Unidos y en comunidades LGBT de todo el Reino Unido.

## Otras lecturas

### Libros y revistas
- Barrett, Ruth, ed. (2016). Female Erasure: What You Need To Know About Gender Politics' War on Women, the Female Sex and Human Rights (1st edición). California: Tidal Time Publishing. p. 225. ISBN 978-0997146707.
- Derry, Caroline (Autumn 2018). «Lesbianism and Feminist Legislation in 1921: the Age of Consent and 'Gross Indecency between Women'». History Workshop Journal 86: 245-267. ISSN 1363-3554. doi:10.1093/hwj/dby021.
- Goldberg, Shoshana K.; Rothblum, Esther D.; Meyer, Ilan H.; Russell, Stephen T. (2020). «Exploring the Q in LGBTQ: Demographic characteristic and sexuality of queer people in a U.S. representative sample of sexual minorities». Psychology of Sexual Orientation and Gender Diversity 7 (1): 101-112. ISSN 2329-0382. PMC 8132578. PMID 34017899. doi:10.1037/sgd0000359.
- Hawthorne, Susan (2007). «The Silences Between: Are Lesbians Irrelevant?». Journal of International Women's Studies (Bridgewater State University) 8 (3): 125-138. ISSN 1539-8706.
- Hodson, Loveday (2017). «Queering the Terrain: Lesbian Identity and Rights in International Law». Feminists@law (University of Kent) 7 (1). ISSN 2046-9551. Archivado desde el original el 19 de julio de 2019. Consultado el 19 de julio de 2019. (via University of Leicester)
- Jeffreys, Sheila (2018). «Postcript: The erasure of lesbians». The Lesbian Revolution: Lesbian Feminism in the UK 1970-1990. Routledge. p. 186. ISBN 978-1138096561.
- Millward, Liz; Dodd, Janice G.; Fubara-Manuel, Irene (2017). Killing Off the Lesbians: A Symbolic Annihilation on Film and Television. Jefferson, North Carolina: McFarland & Company. ISBN 978-1476668161.
- Munt, Sally R. (1998). Heroic Desire: Lesbian Identity and Cultural Space (1st edición). New York University Press. ISBN 978-0814756065.
- Wilton, Tamsin (1995). «Invisible and erased: uses and abuses of history». Lesbian Studies: Setting an Agenda. Routledge. pp. 50–65. ISBN 0-415-08655-8.

- Datos: Q65049330